# شقار حرجي
الشقّار الحرجي أو سكبة بري نوع نباتي ينتمي إلى جنس الشقّار من الفصيلة الحوذانية.

## البيئة والانتشار
موطنه الأصلي منطقة وسط وغرب أوروبا.

## الوصف النباتي
نبات عشبي معمر أزهاره بيضاء. ينتشر النبات بالأرآد.